# Anton Bergmeier
Anton Bergmeier, född 9 december 1919 i Rinnberg, död 11 oktober 1984 i Pfaffenhofen an der Ilm, var en tysk SS-Oberscharführer. Han var vakt i koncentrationslägret Buchenwald från 1938 till 1943 och Martin Sommers ställföreträdare. Vid Buchenwaldrättegången 1947 dömdes Bergmeier till döden genom hängning, men straffet omvandlades senare till livstids fängelse.